# 1911-es norvég labdarúgókupa
A 1911-es norvég labdarúgókupa a Norvég labdarúgókupa 10. szezonja volt. A címvédő a Lyn csapata volt. A versenyen a helyi szövetségi liga (kretsserier) bajnokai vehettek részt, illetve a címvédő, a Lyn. A szezonban kilenc csapat vett részt. A tornát a Lyn csapata nyerte meg, immár negyedik alkalommal.

## Első kör
| 1. csapat | Eredmény | 2. csapat   |
| --------- | -------- | ----------- |
| 1911      |          |             |
| Drafn     | 0–3      | Fredrikstad |

- A többi csapat mérkőzés nélkül továbbjutott

## Második kör
| 1. csapat            | Eredmény | 2. csapat        |
| -------------------- | -------- | ---------------- |
| 1911. szeptember 19. |          |                  |
| Lyn (Gjøvik)         | 0–9      | Lyn              |
| Urædd                | 3–2      | Fredrikstad      |
| Mercantile           | 5–0      | Kvik (Trondheim) |
| Bergens              | 4–2      | Stavanger        |

## Elődöntők
| 1. csapat        | Eredmény | 2. csapat  |
| ---------------- | -------- | ---------- |
| 1911. október 1. |          |            |
| Lyn              | 3–0      | Mercantile |
| Bergens          | 3–10     | Urædd      |

## Döntő
| 1911. október 8. |

| Lyn                                              | 5–2 | Urædd     |
| ------------------------------------------------ | --- | --------- |
| Victor Nysted Erling Maartmann Kristian Krefting |     | Gól · Gól |

| Frogner stadion, Kristiania Nézőszám: 5 000 Játékvezető: Ruben Gelbord (Svédország) |

| A Lyn játékoskerete: |  |                           |
|                      |  |                           |
| K                    |  | Reidar Amble Ommundsen    |
| H                    |  | Paul Due                  |
| H                    |  | Per Skou                  |
| Kp                   |  | Erling Andersen           |
| Kp                   |  | Nikolai Ramm Østgaard     |
| Kp                   |  | Ragnar Waldrop            |
| Cs                   |  | Ragnvald Heyerdahl-Larsen |
| Cs                   |  | Kristian Krefting         |
| Cs                   |  | Victor Nysted             |
| Cs                   |  | Erling Maartmann          |
| Cs                   |  | Rolf Maartmann            |

| Az Urædd kerete: |  |                      |
|                  |  |                      |
| K                |  | Reidar Oth. Berg     |
| H                |  | Ivan Abrahamsen      |
| H                |  | Ralf Ording Helgesen |
| Kp               |  | Emil Olsen           |
| Kp               |  | Conrad M. Carlsrud   |
| Kp               |  | Lauritz Halvorsen    |
| Cs               |  | Tellef Nilsen        |
| Cs               |  | Michael Isaksen      |
| Cs               |  | Jac. Brynhildsen     |
| Cs               |  | Carl Pedersen        |
| Cs               |  | Sigfred Pedersen     |